# Brian Tolbert
Brian Keith Tolbert (Detroit, 20 giugno 1974) è un ex cestista statunitense, professionista in Europa.

## Palmarès
- Coppa di Israele: 1

Hapoel Holon: 2008-09
- Coppa Saporta: 1

Mens Sana Siena: 2001-02